# Villaseco (El Bollo)
Villaseco (llamada oficialmente San Donato de Vilaseco) es una parroquia y un lugar español del municipio de El Bollo, en la provincia de Orense, Galicia.

## Toponimia
La parroquia también es conocida por el nombre de San Donato de Villaseco.

## Organización territorial
La parroquia está formada por dos entidades de población:
- Valbuxán
- Vilaseco

## Demografía

### Parroquia
| Gráfica de evolución demográfica de Villaseco (parroquia) entre 2000 y 2022 |
|                                                                             |
| Datos según el nomenclátor publicado por el INE.                            |

### Lugar
| Gráfica de evolución demográfica de Vilaseco (lugar) entre 2000 y 2022 |
|                                                                        |
| Datos según el nomenclátor publicado por el INE.                       |